# Estación de La Puebla de Arganzón
La Puebla de Arganzón es un apeadero ferroviario situado en el municipio español homónimo en la provincia de Burgos, comunidad autónoma de Castilla y León. Es la única parada existente en el enclave de Treviño. Cuenta con servicios de Media Distancia operados por Renfe.

## Situación ferroviaria
La estación se encuentra en el punto kilométrico 472,683 de la línea férrea de ancho convencional que une Madrid con Hendaya a 480,52 metros de altitud, entre las estaciones de Manzanos y Nanclares. El tramo es de vía doble y está electrificado.

## Historia
La estación fue inaugurada el 13 de abril de 1862 con la puesta en marcha del tramo Mirada de Ebro-Olazagutia (Alsasua) de la línea radial Madrid-Hendaya. Su explotación inicial quedó a cargo de la Compañía de los Caminos de Hierro del Norte de España quien mantuvo su titularidad hasta que en 1941 fue nacionalizada e integrada en la recién creada RENFE.
Desde el 31 de diciembre de 2004 Renfe Operadora explota la línea mientras que Adif es la titular de las instalaciones ferroviarias.

## La estación
El apeadero se compone simplemente de dos pequeños refugios ubicados en cada uno de los dos andenes laterales. Dos vías cruzan la estación. Los cambios de andén se realizan a nivel.

## Servicios ferroviarios

### Media Distancia
La estación dispone de amplias conexiones de Media Distancia que permiten viajar a destinos como Irún, Miranda de Ebro, Vitoria o Zaragoza.
| Línea MD | Servicio        | Origen/Destino      | Paradas intermedias | Destino/Origen      |
| -------- | --------------- | ------------------- | --- | ------------------- |
| 25       | Regional Exprés | Miranda de Ebro     | Manzanos · La Puebla de Arganzón · Nanclares · Vitoria · Alegría de Álava · Salvatierra de Álava · Araya · Alsasua · Legazpi · Zumárraga · Beasáin · Ordicia · Tolosa · Villabona-Cizúrquil · Andoáin-Centro · Hernani-Centro · San Sebastián · Pasajes · Lezo-Rentería · | Irún                |
| 25       | Regional Exprés | Irún                | Lezo-Rentería · Pasajes · San Sebastián · Tolosa · Ordicia · Beasáin · Zumárraga · Legazpi · Alsasua · Araya · Salvatierra de Álava · Alegría de Álava · Vitoria · Nanclares · La Puebla de Arganzón | Miranda de Ebro     |
| 25       | Regional Exprés | Vitoria             | Nanclares · La Puebla de Arganzón · Manzanos | Miranda de Ebro     |
| 26       | Regional Exprés | Miranda de Ebro     | Manzanos · La Puebla de Arganzón · Nanclares · Vitoria · Alegría de Álava · Salvatierra de Álava · Araya · Alsasua-Pueblo · Echarri-Aranaz · Huarte-Araquil · Pamplona · Tafalla · Olite · Marcilla de Navarra · Villafranca de Navarra · Castejón de Ebro · Tudela de Navarra · Ribaforada · Cortes de Navarra · Gallur · Luceni · Pedrola · Cabañas de Ebro · Alagón · Casetas · Utebo · Zaragoza-Delicias · Zaragoza-Portillo · Zaragoza-Goya | Zaragoza-Miraflores |
| 26       | Regional Exprés | Zaragoza-Miraflores | Zaragoza-Goya · Zaragoza-Portillo · Zaragoza-Delicias · Utebo · Casetas · Alagón · Luceni · Gallur · Cortes de Navarra · Ribaforada · Tudela de Navarra · Castejón de Ebro · Villafranca de Navarra · Marcilla de Navarra · Olite · Tafalla · Pamplona · Huarte-Araquil · Echarri-Aranaz · Alsasua-Pueblo · Araya · Salvatierra de Álava · Alegría de Álava · Vitoria · Nanclares · La Puebla de Arganzón · Manzanos                             | Miranda de Ebro     |
| 26       | Regional Exprés | Pamplona            | Huarte-Araquil · Echarri-Aranaz · Alsasua-Pueblo · Araya · Salvatierra de Álava · Alegría de Álava · Vitoria · Nanclares · La Puebla de Arganzón · Manzanos | Miranda de Ebro     |